# Pur Chaman (huyện)
Pur Chaman là một huyện thuộc tỉnh Farah, Afghanistan. Dân số thời điểm năm 1999 là 38,414 người.